# たかの友梨
たかの 友梨（たかの ゆり、本名：高野 友梨、1948年1月22日 - ）は、エステティシャン、アンチエイジング美容研究家。
一般社団法人エステティックセラピスト協会会長、厚生労働大臣指定学校法人たかの友梨学園たかの友梨美容専門学校理事長、日本肥満学会員、ミス・ユニバース審査員。
NPO法人地球こどもクラブ副会長、児童養護施設「鐘の鳴る丘少年の家」および社会福祉法人「鐘の鳴る丘 愛誠会」後援会長。ボランティア・寄付などの社会貢献活動も行っている。
2018年7月の西日本全域の大雨災害にあたり、災害復興支援として、たかの友梨個人による私財の寄附を行ったことへの公益への貢献が認められ、2019年7月30日に紺綬褒章を受章した。

## 来歴
東京では理容師として働きながら夜は皿洗いのアルバイト、帰宅後も美容学校の通信教育の勉強をこなすが、やがて過労による目の隈やニキビだらけの顔に悩まされるようになる。
美容師免許取得に協力的でない理容所を辞め免許を取得。外資系化粧品会社の美容部員になる。
1972年、エステティックを学ぶため単身渡仏。8ヶ月間の修行を経て帰国後、たかの友梨ビューティクリニックを設立。
矢沢永吉の「成り上がり」と藤田田の「ユダヤの商法」が愛読書で、矢沢の大ファンである。

### 略歴
- 1948年（昭和23年）1月22日 - 新潟県南魚沼郡湯沢町に生まれる。
- 前橋市立第四中学校、群馬県立前橋女子高等学校（定時制）卒業[4][5]。
- 1973年（昭和48年） - 株式会社東京美機設立。美顔器「ヴィッキー」を考案・発売。
- 2015年（平成27年）4月10日 - 株式会社不二ビューティの取締役社長を辞任し、代表取締役会長に就任する[6]。
- 2017年（平成29年）IPSN（International Professional Standards Network）世界会議において『IPSN栄誉賞』を受賞[7][8]。
- 2019年（令和元年） - 紺綬褒章を受章。
- 2020年（令和2年）3月 - たかの友梨美容専門学校を閉校。

## 著書
- 「アーユルヴェーダ美人道」
- 「大成功できる人のちいさな心づかい」
- 「レッドビューティ」
- 「運が悪くってよかった」
- 「なぜか、人とお金がついてくる50の習慣」

## DVD
- 「言葉があなたの人生を変える たかの友梨」
- 「アーユルヴェータ美人道」

## 出演

### テレビ
- フジテレビ系列 ビューティー・コロシアム
- クイズダービー (1987年6月27日放送・TBSテレビ)

　※ゲストチーム側で、たかの友梨ビューティクリニック代表として参加した。